# Formica comata
Formica comata är en myrart som beskrevs av Wheeler 1909. Formica comata ingår i släktet Formica och familjen myror. Inga underarter finns listade i Catalogue of Life.

## Bildgalleri

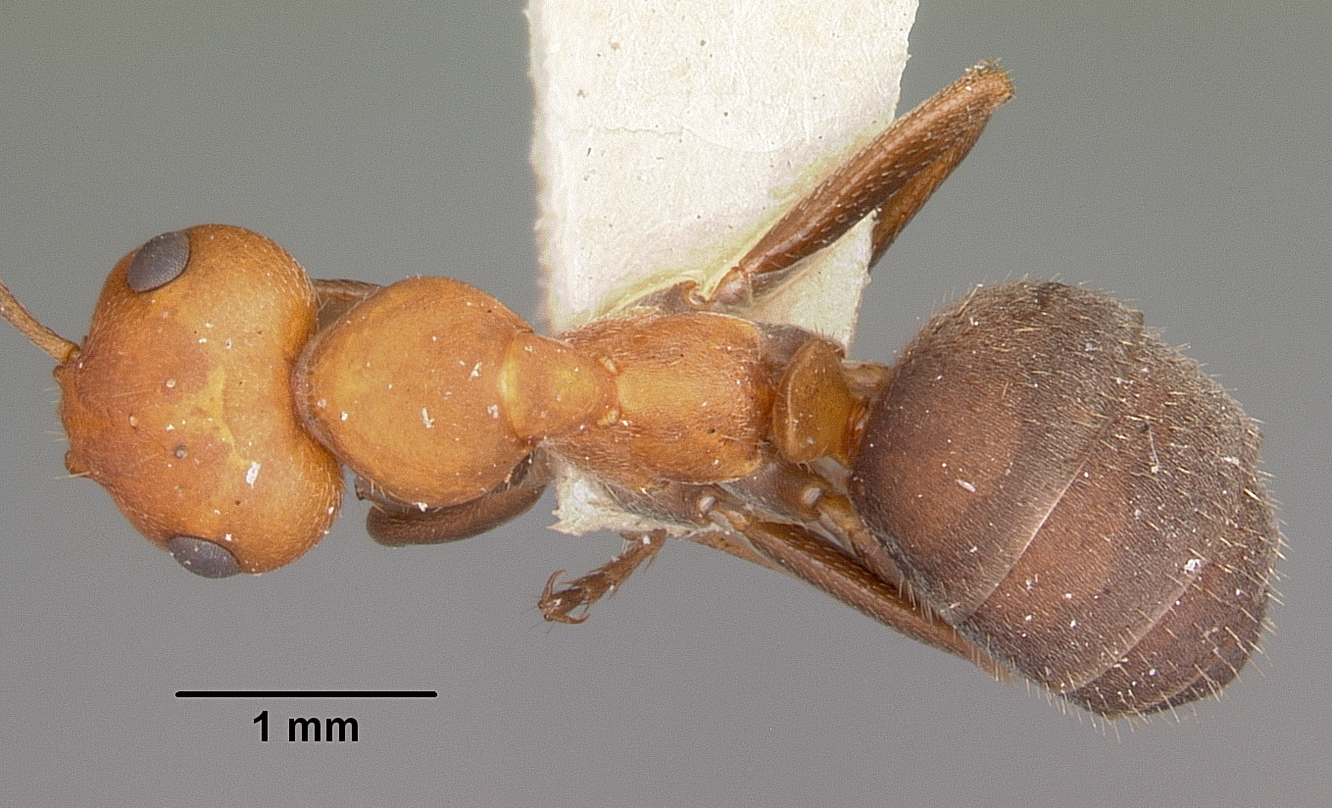
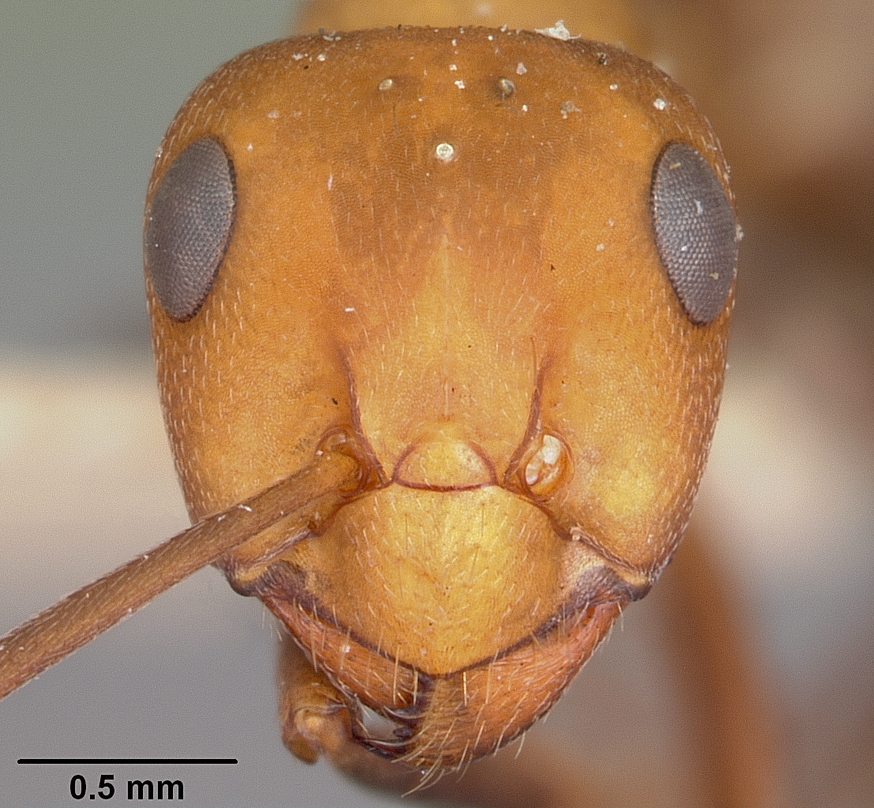
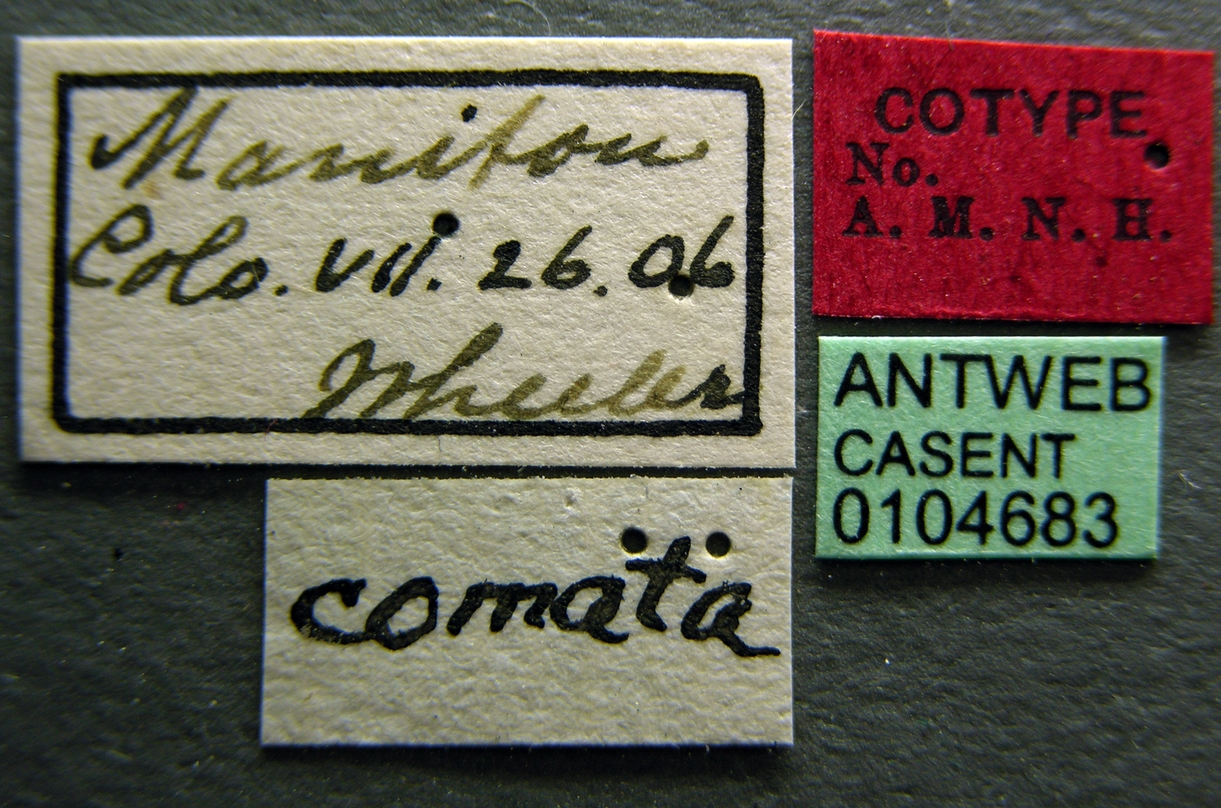
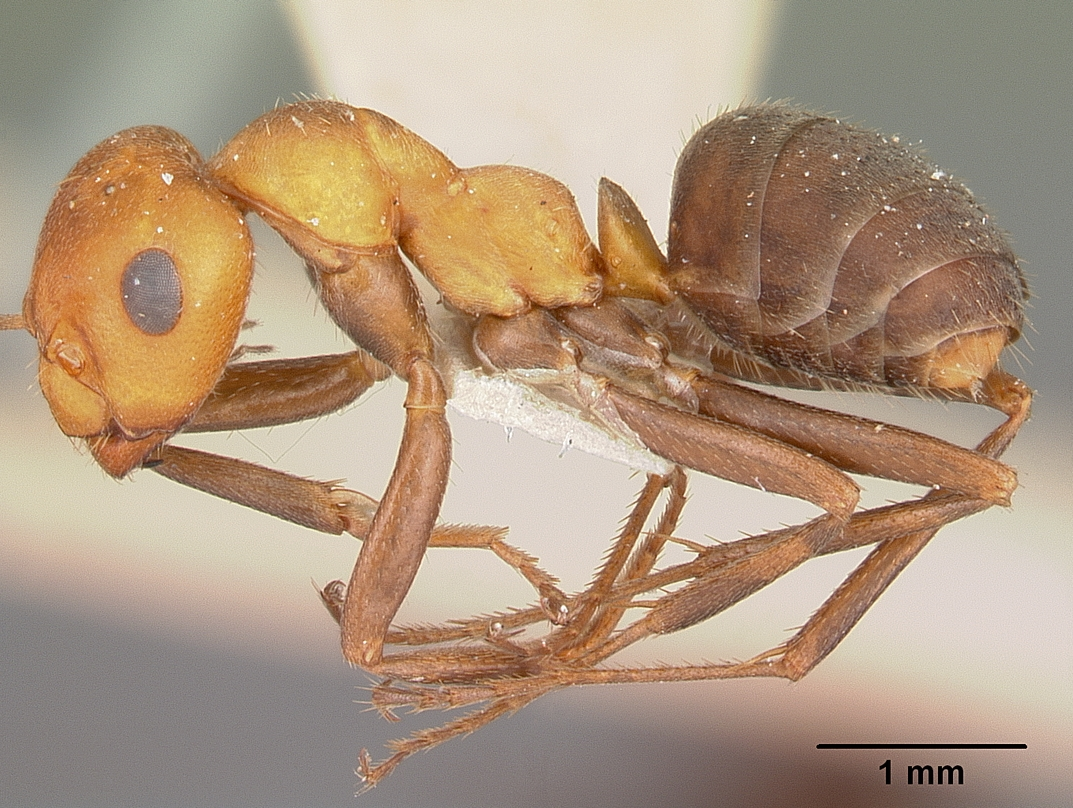
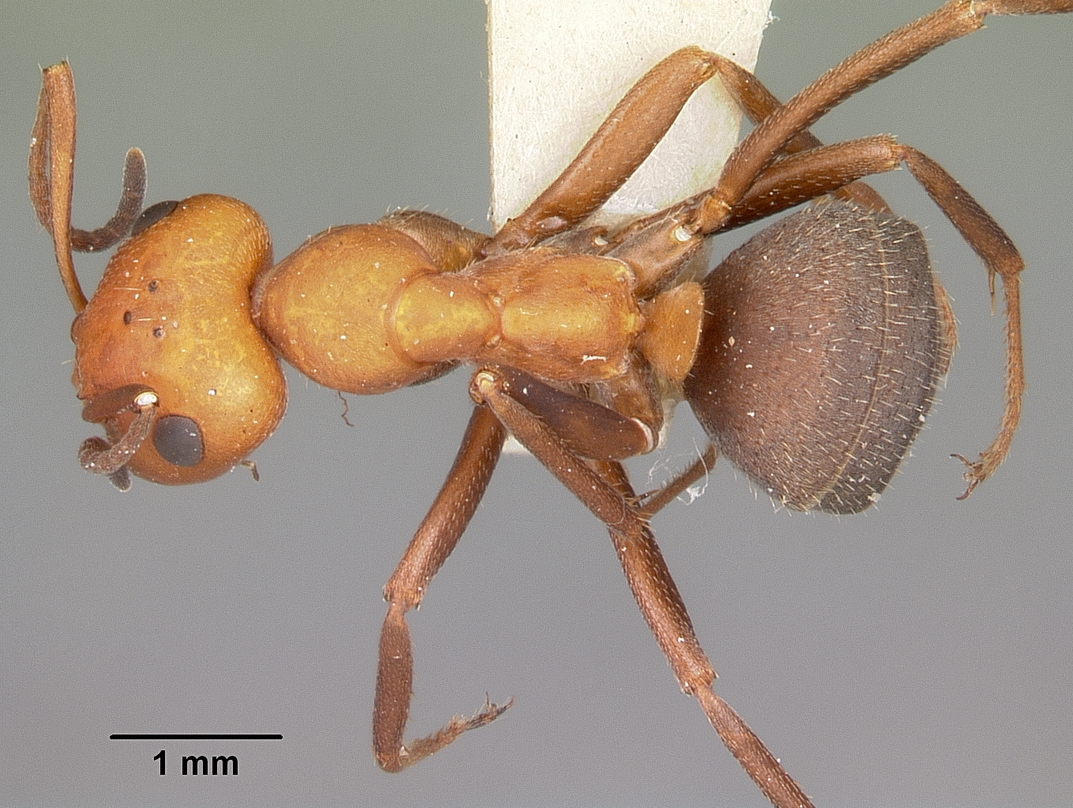
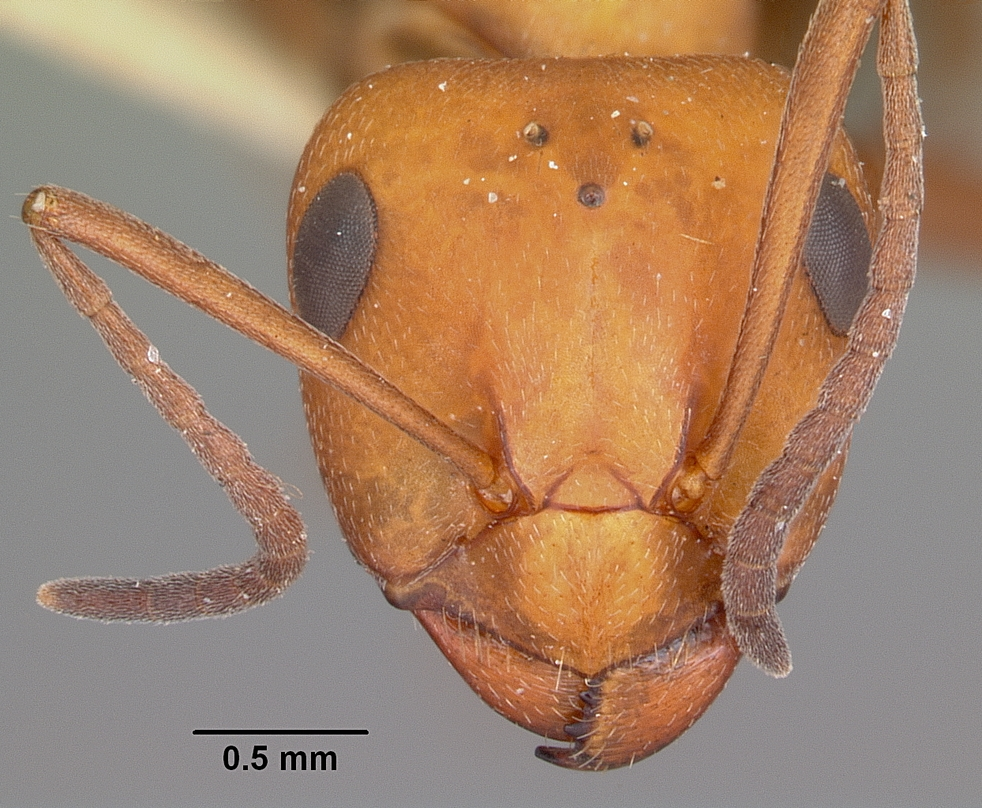